# Pianale Fiat Tipo 2
Il Pianale Fiat Tipo 2 (o Progetto Tipo 2 o Piattaforma Tipo 2) è un tipo di piattaforma che funge come base per le autovetture, sviluppato dal Gruppo Fiat. 
La piattaforma era stata progettata e utilizzata negli anni '80 e '90 per le vetture medio-compatte della Fiat, Lancia e Alfa Romeo.

## Descrizione
La piattaforma di Tipo 2 era una piattaforma automobilistica a motore anteriore e trazione anteriore-integrale sviluppata dal Gruppo Fiat, che fu tra le prime che introdusse il concetto di piattaforma "modulare", consentendo al gruppo di realizzarvi e ingegnerizzare svariate tipologie di modelli (quali berlina due e tre volumi, station wagon, coupé e spider a due porte) apportando solo poche modifiche meccaniche e telaistiche, preservando e condividendo lo stesso pianale e gran parte della componentistica. 
Questa piattaforma utilizzava sospensioni indipendenti sulle quattro ruote, composte da montanti MacPherson all'anteriore e bracci traversali al posteriori, ma Alfa Romeo Spider e GTV invece utilizzavano al posteriore una configurazione multilink.
La prima vettura realizzata su questo pianale fu la Fiat Tipo.
Da questa piattaforma furono parzialmente derivate la prima generazione di vettura realizzate sul Pianale Fiat C. 

## Automobili prodotte
| Foto | Marca      | Modello                  | Produzione       |
| ---- | ---------- | ------------------------ | ---------------- |
|      | Alfa Romeo | Alfa Romeo 145           | dal 1994 al 2001 |
|      | Alfa Romeo | Alfa Romeo 146           | dal 1995 al 2001 |
|      | Alfa Romeo | Alfa Romeo GTV           | dal 1995 al 2004 |
|      | Alfa Romeo | Alfa Romeo Spider (1995) | dal 1995 al 2004 |
|      | Fiat       | Fiat Coupé               | dal 1994 al 2000 |
|      | Fiat       | Fiat Tipo                | dal 1988 al 1995 |
|      | Lancia     | Lancia Delta II          | dal 1993 al 2000 |